# José Ramón Goñi Tirapu
José Ramón Goñi Tirapu (Barcelona, 31 de agosto de 1942) es un político y escritor español. Vinculado al PSOE con la llegada de la democracia, no tardó en ocupar distintos cargos públicos. Fue Gobernador Civil de Guipúzcoa entre 1987 y 1990, habiendo sido nombrado por el Gobierno de Felipe González.Es padre de José Ramón Goñi, miembro de ETA.

## Biografía
José Ramón Goñi Tirapu nació el 31 de agosto de 1942. Vio la luz en Barcelona en una familia numerosa, aunque por casualidad, ya que sus ascendentes son navarros.
Fue director del Servicio Social de la Tercera Edad del Instituto Nacional de Servicios Sociales entre marzo y septiembre de 1983.
Fue gobernador civil de Guipúzcoa entre 1987 y 1990, años de plomo por la intensa actividad terrorista de ETA. 
En 2005, fue condenado por el Tribunal Supremo a dos años de prisión en tercer grado junto a José Emilio Rodríguez Menéndez y José Javier Gómez Bleda; por participar en las negociaciones para la difusión del vídeo contra el director de El Mundo, Pedro J. Ramírez, cumplió condena en la cárcel de Brieva, Ávila.